# Contea di Sarno
Fondata nel 970 dal longobardo Gisulfo I, principe di Salerno, la contea di Sarno ebbe come primo conte il cugino di questi, Indolfo. Il feudo è passato di mano in mano a molti reggenti per oltre ottocento anni, seguendo una successione che le fonti storiche a disposizione non consentono sempre di chiarire al meglio. Fra le famiglie che ne hanno disposto nei secoli, le più famose e illustri sono quelle dei d'Aquino, degli Orsini, degli Alagno,, dei Tuttavilla, dei Colonna, dei Barberini e dei Medici di Ottajano, oltre alle case regnanti che l'hanno avuta nei propri domini diretti. Dal 1693 ha assunto la dignità di ducato, mantenuta fino al 1810, anno dell'abolizione del feudalesimo nel Regno delle Due Sicilie. Il titolo ducale è ancora oggi formalmente detenuto da un ramo della famiglia de' Medici di Ottajano.

## Conti di Sarno
- Indolfo	                                 970 - ...
- Ratisperto	                                1036 – 1050
- Anfrido, normanno	                                1050 - ...
- Guillelmus Carbonus, de genere Northmannorum ante 1163
- Goffridus Carbonus 1163-1165
- Johannes Francus sposo di Mabilla Carbone  1165-1176
- Riccardo (I)	                                     ... - 1091
- Gaitelgrima e Riccardo (II) 1091 – ...

.....
- Riccardo (III) d'Altavilla 1189 - ...

.....
- Diopoldo von Hohenburg 1194 – ...
- Roberto I	                                     ... - ...
- Roberto II	                                     ... - ...
- Valfrido	                                1240 - ...
- Rinaldo d'Aquino ... - ...
- Corrado d'Aquino	                             ... - 1260
- Landolfo d'Aquino                             1260 – 1268
- Margherita Sanseverino                        1268 – 1270
- Carlo I d'Angiò 1270 – 1285
- Carlo II d'Angiò 1285 – 1294
- Filippo I d'Angiò e Cristina di Valois 1294 - ...
- Filippo II d'Angiò[5]			... – ...

.....
- Antonio di Brunforte detto Villanuzzo			1382 – 1399?
- Antonio di Brunforte dettol'Ungaro di Sant'Angelo		1399 – ...
- Marino Antonio di Sant'Angelo			1401 – 1425
- Raimondo Orsini				1426 – 1459[6]
- Nicola d'Alagno[2] 1443 – 1448
- Lucrezia d'Alagno[2] 1448 – 1458
- Daniele Orsini				1459 – 1462[6]
- Proprietà demaniale regia			1462 – 1480[6]
- Galcerán de Requesens y Joan de Soler 1480 – 1483[6]
- Francesco Coppola 1483 ca. – 1487

.....
- Girolamo I Tuttavilla			1494 – 1501
- (Georges I d'Amboise)				1501 – 1505
- Girolamo I Tuttavilla			1505 – 1507
- Guglielmo Tuttavilla				1507 – 1515
- Girolamo II Tuttavilla			1515 – 1535
- Vincenzo I Tuttavilla				1535 – 1569
- Muzio Tuttavilla				1569 – 1599
- Vincenzo II Tuttavilla                        1599 - 1614
- Lucrezia Tuttavilla e Pierfrancesco Colonna	1614 - 1633
- Pompeo Colonna 1633 – 1661
- Maffeo Barberini 1661 – 1690

## Duchi di Sarno
1. Giuseppe I de' Medici di Ottajano 1693 - 1717
2. Giuseppe II de' Medici di Ottajano 1717 – 1763
3. Michele de' Medici di Ottajano 1763 – 1770
4. Giuseppe III de' Medici di Ottajano 1770 – 1793
5. Michele II de' Medici di Ottajano 1793 – 1832
6. Giuseppe IV de Medici di Ottajano 1832 – 1874
7. Michele III de Medici di Ottajano 1874 – 1882
8. Giuseppe V de' Medici di Ottajano 1882 – 1894
9. Angelica de' Medici di Ottajano 1894 – 1912
10. Alberto Marino de' Medici di Ottajano 1912 – 1925
11. Armando de' Medici di Ottajano 1925 – 1983
12. Giovanni Battista de' Medici di Ottajano 1983 - 2015
13. Giuliano de' Medici di Ottajano dal 2015

Nel 1810 re Gioacchino Murat decretò l'abolizione del feudalesimo nel regno. Il titolo si tramanda ancora (insieme a quello di Principe di Ottaiano) solo formalmente.